# Cameron Borthwick-Jackson
Cameron Jake Borthwick-Jackson (sinh ngày 2 tháng 2 năm 1997) là cầu thủ bóng đá người Anh hiện đang chơi ở vị trí hậu vệ cho câu lạc bộ Oldham Athletic.

## Sự nghiệp câu lạc bộ

### Manchester United
Sinh tại Manchester, Borthwick-Jackson gia nhập học viện của Manchester United ở độ tuổi 6 vào tháng 7 năm 2003. Anh có lần ra mắt đầu tiên cho đội dự bị của câu lạc bộ ở độ tuổi 16, khi vào thay thế cho Tom Lawrence trong chiến thắng 4-1 trước Bolton Wanderers vào ngày 16 tháng 9 năm 2013. Anh có 22 lần ra sân cho đội U18 trong suốt mùa giải 2013–14, cũng như hơn hai lần tại FA Youth Cup, và có tên trên bảng tỉ số trong trận đấu áp chót của mùa giải gặp Stoke City vào ngày 29 tháng 4 năm 2014.
Vào tháng 7 năm 2014, anh chơi tất cả năm của trận đấu của U17 tại Milk Cup, ghi bàn trong cả hai trận bán kết thắng 4–0 chiến thắng trước câu lạc bộ Scotland Partick Thistle và bàn thắng duy nhất trong trận chung kết trước cậu lạc bộ Pháp Vendée. Anh giữ một vị trí thường xuyên trong đội U18 trong suốt mùa giải 2014–15, chơi 28 trận của 29 trận của mùa giải, và ghi bàn thắng thứ hai trong trận thắng 2-1 của họ trước Blackburn Rovers vào ngày 31 tháng 1 năm 2015. Tuy nhiên, anh cũng đã ghi một bàn phản lưới nhà để quân bình tỉ số cho Chelsea vào ngày 2 tháng 5, trước khi Chelsea giành chiến thắng 2–1.
Anh tới đội U21 của câu lạc bộ vào mùa giải 2015–16, vào ngày 7 tháng 11 năm 2015, anh có tên trên băng ghế dự bị của đội một trong trận đấu với West Bromwich Albion; anh vào sân thay thế cho Marcos Rojo ở phút thứ 76 cho lần ra sân đầu tiên.
Vào ngày 2 tháng 5 năm 2016 tại lễ trao giải hàng năm của câu lạc bộ anh giành giải thưởng cầu thủ U21 của năm.
Vào ngày 30 tháng 5 năm 2016, Borthwick-Jackson ký hợp đồng mới với United, giữ anh ở lại câu lạc bộ tới năm 2020, với các điều khoản gia hạn thêm một năm nữa.

### Oldham Athletic
Sau khi được Manchester United giải phóng hợp đồng, Borthwick-Jackson gia nhập Oldham, ký hợp đồng một năm vào ngày 2 tháng 8.

## Sự nghiệp quốc tế
Borthwick-Jackson đại diện cho đội tuyển Anh ở cấp độ trẻ, chơi ba trận cho đội U16 và sáu trận cho đội U17. Anh có trận ra mắt cho đội U19 đấu với U19 Hà Lan vào ngày 12 tháng 11 năm 2015.

## Thống kê sự nghiệp
Tính đến ngày 23 tháng 11 năm 2019.
| Câu lạc bộ                     | Mùa giải       | Giải quốc nội  | Giải quốc nội | Giải quốc nội | Cúp quốc gia | Cúp quốc gia | Cúp Liên đoàn | Cúp Liên đoàn | Châu Âu | Châu Âu | Khác | Khác | Tổng | Tổng |
| Câu lạc bộ                     | Mùa giải       | Hạng đấu       | Trận          | Bàn           | Trận         | Bàn          | Trận          | Bàn           | Trận    | Bàn     | Trận | Bàn  | Trận | Bàn  |
| ------------------------------ | -------------- | -------------- | ------------- | ------------- | ------------ | ------------ | ------------- | ------------- | ------- | ------- | ---- | ---- | ---- | ---- |
| Manchester United              | 2015–16        | Premier League | 10            | 0             | 3            | 0            | 0             | 0             | 1       | 0       | 0    | 0    | 14   | 0    |
| Wolverhampton Wanderers (mượn) | 2016–17        | Championship   | 6             | 0             | 0            | 0            | 1             | 0             | —       | —       | —    | —    | 7    | 0    |
| Leeds United (mượn)            | 2017–18        | Championship   | 1             | 0             | 1            | 0            | 4             | 0             | —       | —       | —    | —    | 6    | 0    |
| Scunthorpe United (mượn)       | 2018–19        | League One     | 29            | 2             | 1            | 0            | 1             | 0             | —       | —       | 2    | 0    | 33   | 2    |
| Tranmere Rovers (mượn)         | 2019–20        | League One     | 3             | 0             | 1            | 0            | 0             | 0             | —       | —       | 1    | 0    | 5    | 0    |
| Tổng sự nghiệp                 | Tổng sự nghiệp | Tổng sự nghiệp | 49            | 2             | 6            | 0            | 6             | 0             | 1       | 0       | 3    | 0    | 65   | 2    |

1. ↑  Bao gồm các cuộc thi đấu có tính cạnh tranh khác, trong đó có Siêu cúp Anh, Siêu cúp bóng đá châu Âu, FIFA Club World Cup